# Дом купца П. М. Батаева
Дом купца П. М. Батаева — памятник архитектуры в историческом центре Нижнего Новгорода. Выстроен в 1885 году. Автор проекта не установлен.  
Входит в комплекс исторической застройки старинной Ильинской улицы.           

## История
Дом расположен в пределах старинной территории Започаинье исторического центра Нижнего Новгорода. Нижегородские купцы Батаевы с середины XIX века торговали москательными (бытовыми химическими) товарами на Нижнем базаре. В 1914 году торговое предприятие Петра Михайловича Батаева поставляло на рынок москательные товары, сухие и масляные краски, асбестовый и тряпичный картон.    
Проект на постройку деревянного дома с каменным первым этажом для купца П. М. Батаева был выполнен в 1885 году. Позднее, в том же году, был составлен проект на перестройку двухэтажного флигеля и надстройку мезонина и обшивку стен у существовавшего на участке одноэтажного флигеля.    

## Архитектура
Дом двухэтажный, Г-образный в плане, с мансардой в чердачном пространстве, крыльцом под навесом с северо-восточной стороны и надстроенным мезонином. Первый этаж каменный, сложен из кирпича, второй — деревянный оштукатуренный. Южный фасад выходит на улицу Маслякова, восточный — на улицу Ильинскую, к западному примыкают кирпичные хозяйственные постройки.              